# Nílson Dias
Nílson Dias, właśc. Nílson Severino Dias (ur. 25 stycznia 1952 w Rio de Janeiro) – piłkarz brazylijski, występujący podczas kariery na pozycji napastnika.

## Kariera klubowa
Nílson Dias karierę piłkarską rozpoczął w Botafogo FR w 1970 roku. W Botafogo 17 października 1971 w przegranym 0-1 meczu z Cearą Fortaleza Nílson Dias zadebiutował w lidze brazylijskiej. W barwach Botafogo rozegrał 300 spotkań, w których strzelił 127 bramek. W latach 1980–1981 był zawodnikiem SC Internacional. Z Internacionalem zdobył mistrzostwo stanu Rio Grande do Sul – Campeonato Gaúcho w 1981 roku.
W latach 1981–1982 Nílson Dias występował we Santosie FC. W Santosie 4 kwietnia 1982 w zremisowanym 1-1 meczu z CR Flamengo Nílson Dias po raz ostatni wystąpił w lidze. Ogółem w latach 1974–1980 w lidze brazylijskiej wystąpił w 120 meczach, w których strzelił 45 bramek. W kolejnych latach występował w Santa Cruz Recife, São Cristóvão Rio de Janeiro, ponownie w Santosie FC i Santa Cruz i Olarii Rio de Janeiro.

## Kariera reprezentacyjna
Nílson Dias w reprezentacji Brazylii zadebiutował 23 stycznia 1977 w wygranym 1-0 towarzyskim meczu z reprezentacją Bułgarii. Ostatni raz w reprezentacji Neca wystąpił 3 marca 1977 w wygranym 6-1 meczu z połączonym zespołem CR Vasco da Gama i Botafogo FR, w którym zdobył bramkę. Ogółem w reprezentacji wystąpił w czterech meczach (tylko w 1 oficjalnym), w których strzelił bramkę.
| Mecze i gole w reprezentacji | Mecze i gole w reprezentacji | Mecze i gole w reprezentacji | Mecze i gole w reprezentacji | Mecze i gole w reprezentacji | Mecze i gole w reprezentacji | Mecze i gole w reprezentacji |
| #                            | Data                         | Miasto                       | Przeciwnik                   | Gol                          | Wynik                        | Rozgrywki                    |
| ---------------------------- | ---------------------------- | ---------------------------- | ---------------------------- | ---------------------------- | ---------------------------- | ---------------------------- |
| 1.                           | 23.01.1977                   | São Paulo                    | Bułgaria                     |                              | 1:0                          | towarzyski                   |
| N1.                          | 25.01.1977                   | São Paulo                    | São Paulo                    |                              | 2:0                          | towarzyski                   |
| N2.                          | 30.01.1977                   | Rio de Janeiro               | CR Flamengo-Fluminense FC    |                              | 1:1                          | towarzyski                   |
| N3.                          | 06.02.1977                   | Bogotá                       | Millonarios FC               |                              | 2:0                          | towarzyski                   |
| N4.                          | 03.03.1977                   | Rio de Janeiro               | Vasco-Botafogo               | Gol                          | 6:1                          | towarzyski                   |